# Ронкола
Ронкола (итал. Roncola) је насеље у Италији у округу Бергамо, региону Ломбардија.
Према процени из 2011. у насељу је живело 1184 становника. Насеље се налази на надморској висини од 863 м.

## Становништво
Према резултатима пописа становништва 2011. у општини је живело 739 становника.
| 1931. | 1936. | 1951. | 1961. | 1971. | 1981. | 1991. | 2001. | 2011. |
| ----- | ----- | ----- | ----- | ----- | ----- | ----- | ----- | ----- |
| 660   | 562   | 624   | 528   | 570   | 576   | 554   | 634   | 739   |